# Баньйоло-ді-По
Баньйоло-ді-По (італ. Bagnolo di Po, вен. Bagnoło de Po) — муніципалітет в Італії, у регіоні Венето, провінція Ровіго.
Баньйоло-ді-По розташоване на відстані близько 360 км на північ від Рима, 85 км на південний захід від Венеції, 23 км на захід від Ровіго.
Населення — 1332 особи (2014).
Щорічний фестиваль відбувається 5 травня. Покровитель — San Gottardo.

## Демографія
Населення за роками:

Станом на 1 січня 2023 року в муніципалітеті офіційно проживав 181 іноземець з 19 країн, серед них 19 громадян країн Євросоюзу та 7 громадян України.

## Сусідні муніципалітети
- Канда
- Кастельгульєльмо
- Фікароло
- Гаїба
- Салара
- Стієнта
- Тречента